# ذكاء إيجابي
الذكاء الإيجابي هو نوع جديد من أنواع الذكاءات المبتكرة وقام بابتكاره الدكتور عبد الله بن علي الميمان 2007 في السعودية بقارة آسيا.

## الكتاب
الدكتور عبد الله له كتاب اسمه الذكاء الإيجابي ومن خلال هذا الكتاب يشرح الدكتور الميمان الطريقة العملية التي تجعل الدماغ يتبرمج على الايجابية
وماهي الأسباب وراء السلبية.

## معنى الذكاء الإيجابي
ومعنى الذكاء الإيجابي ان العقل يركز على الايجابيات ويترك السلبيات ثم بعد ذلك يكون في تعاملاته مع الأشخاص يرى ايجابياتهم وكل مشروع يرى ايجابيته وهذا يجعله ناجحاً ومحققاً لأهدافه لأن المشاريع والاشخاص لا تخلو من سلبيات ولكن إذا ركز على السلبيات فلن يستطيع التحرك في الحياة وسيكون جامدا في مكانه فالأفضل ان يكون عنده ذكاء ايجابي ليرى العالم بطريقة جميلة. 
فالعقل لا يستطيع رؤية كل شي ولكنه يعمل قياسات فاذا ركزت عقلك على ملاحظت الايجابيات في المجتمع والعالم اجمع سيقول عقلك ان العالم كله ايجابي وسيصدر لك إشارات الفرح والسرور وستكون منطلقا للتفاعل مع المجتمع. 
اما إذا كان يركز على السلبيات فسيقيس عقله ان العالم كله سلبي وبالتالي سيحبط ولن يعمل أي شي للمجتمع ولا لنفسه.